# Ippolita Trivulzio
Titre
Dame puis princesse consort de Monaco
13 février 1616 – 20 juin 1638
Ippolita Trivulzio, ou Hippolyte Trivulce (1600 - 20 juin 1638) est princesse consort de Monaco par son mariage avec Honoré II Grimaldi.
Elle est la sœur de Giangiacomo Teodoro Trivulzio. Elle est aussi la nièce du bienheureux Louis de Gonzague, béatifié le 12 mai 1604, lors d'un synode à Mantoue, par le pape Clément VIII. Sa dévotion se répand rapidement, grâce à elle, à Monaco, sa vénération solennelle en principauté est accordée par l’évêque de Nice, Monseigneur Marenco, de même qu'un oratoire privé lui est dédié au Palais.